# 英語教室 (NHK)
英語教室（えいごきょうしつ）は、NHKで放送されていたテレビ番組。

## 概要
中学校英語向け学校放送番組。

## 英語教室
- 放送期間：1953年 - 1960年3月19日

放送時間
| 期間                   | 放送時間                             |
| ---------------------- | ------------------------------------ |
| 1955年4月 - 1956年03月 | 木曜日11:35-11:55                    |
| 1956年4月 - 1956年07月 | 土曜日11:30-11:50                    |
| 1956年9月 - 1956年12月 | 金曜日11:30-11:50                    |
| 1957年1月 - 1958年03月 | 金曜日13:00-13:23                    |
| 1958年4月 - 1960年03月 | 金曜日13:00-13:20／木曜日11:15-11:35 |

1958年12月以前はNHKテレビジョンで放送。1959年1月以降はNHK総合テレビジョンとNHK教育テレビジョンで同時放送。
出演者
- ウィリアム・ムーア
- 小川芳男（1954年度 - 1956年度）
- 溝口さち子（1957年度 - 1959年度）
- 種田さち子（1959年度）

## 英語教室中学校1年生
放送期間
- 『英語教室1年生』 1960年4月7日 - 1961年3月17日
- 『英語教室中学校1年生』 1961年4月10日 - 1972年3月25日

放送時間
| 期間                  | 放送時間                                                |
| --------------------- | ------------------------------------------------------- |
| 1960年4月 - 1961年3月 | 木曜日13:00-13:20／金曜日10:20-10:40                    |
| 1961年4月 - 1962年3月 | 木曜日13:00-13:20／月曜日13:25-13:45                    |
| 1962年4月 - 1964年3月 | 木曜日13:00-13:20／金曜日09:40-10:00                    |
| 1964年4月 - 1969年3月 | 月曜日11:20-11:40／水曜日14:00-14:20／土曜日10:20-10:40 |
| 1969年4月 - 1972年3月 | 月曜日12:00-12:20／水曜日14:20-14:40／土曜日11:00-11:20 |

出演者
- 1960年4月 - 1961年3月：犬飼基義、ポーリン・ニュウェル
- 1961年4月 - 1965年3月：ドロシー・ブリトン
- 1965年4月 - 1967年3月：ウイリアム・ムーア[1]、東山節子
- 1967年4月 - 1972年3月：ドロシー・ブリトン[4][5]、東山節子

## 英語教室中学校2年生
放送期間
- 『英語教室2年生』 1960年4月8日 - 1961年3月18日
- 『英語教室中学校2年生』 1961年4月11日 - 1972年4月1日

放送時間
| 期間                  | 放送時間                                                |
| --------------------- | ------------------------------------------------------- |
| 1960年4月 - 1961年3月 | 金曜日13:00-13:20／土曜日10:20-10:40                    |
| 1961年4月 - 1962年3月 | 火曜日13:25-13:45／金曜日13:00-13:20                    |
| 1962年4月 - 1964年3月 | 金曜日13:00-13:20／土曜日09:40-10:00                    |
| 1964年4月 - 1967年3月 | 月曜日10:20-10:40／火曜日11:20-11:40                    |
| 1967年4月 - 1969年3月 | 月曜日10:20-10:40／火曜日11:20-11:40／木曜日14:00-14:20 |
| 1969年4月 - 1971年3月 | 月曜日11:00-11:20／火曜日12:00-12:20／木曜日14:20-14:40 |

出演者
- 1960年4月 - 1963年3月：ウイリアム・ムーア
- 1963年4月 - 1965年3月：デービッド・グリフィス[6]
- 1965年4月 - 1971年3月：トム・キロー[1][4]

## 英語教室中学校3年生
- 放送期間：1962年4月9日 - 1972年4月7日

放送時間
| 期間                  | 放送時間                                                |
| --------------------- | ------------------------------------------------------- |
| 1962年4月 - 1964年3月 | 月曜日09:40-10:00                                       |
| 1964年4月 - 1966年3月 | 火曜日10:20-10:40／水曜日11:20-11:40                    |
| 1966年4月 - 1969年3月 | 火曜日10:20-10:40／水曜日11:20-11:40／金曜日14:00-14:20 |
| 1969年4月 - 1972年3月 | 火曜日11:00-11:20／水曜日12:00-12:20／金曜日14:20-14:40 |

出演者
- 1962年4月 - 1964年3月：リチャード・フォスター
- 1964年4月 - 1965年3月：ウイリアム・ムーア
- 1965年4月 - 1967年3月：ドロシー・ブリトン[1]
- 1967年4月 - 1968年3月：リー・コールグローブ[7]
- 1968年4月 - 1969年3月：レズリー・バスキン
- 1969年4月 - 1972年3月：ウイリアム・ムーア[4][8]